# スティーブ・ベイカー (政治家)
スティーブン・ジョン・ベイカー（Steven John Baker、1971年6月6日 - ）は、イギリスの政治家、空軍軍人。最終階級は空軍中尉。前欧州研究会（European Research Group）会長。保守党所属の国会議員。保守強硬派、欧州懐疑論者として知られる。コーナーストーン・グループ会員。

## 経歴
コーンウォール州セント・オーステル生まれ。 サウサンプトン大学で航空宇宙工学の学士号を取得後、オックスフォード大学のセント・クロス・カレッジに学び、計算機科学の修士号を取得した。
1989年、エンジニアとして王立空軍に入隊。1999年、飛行中尉で英国空軍を退役。その後、コンサルティング業界で「活躍した。この間、オーストリア学派経済学の啓蒙団体であるThe Cobden Centreの創立に参加し、創立会員となった。
2009年10月31日、ポール・グッドマンの後任として、ワイコム選挙区の保守党候補者に選ばれた。得票数は23423票、得票率は48.6%で、2001年と2005年の総選挙でのグッドマンの42.4%と45.8%を上回った。2017年の選挙では苦戦し、労働党が37.7%の票を獲得した。
2010年の入閣時に保守党の最も反抗的な議員トップ10の一人に選ばれ、ConservativeHomeの「Newcomer of the Year」にノミネートされた。2011年1月には、ツイッターで最も権威のある国会議員に選ばれた。
同年、マルタに拠点を置く信託ファンドを経由して政府から資金提供を受け、他の保守党議員2人と赤道ギニアに旅行に出かけ、帰国時に赤道ギニアの人権侵害は「些細なもの」であると報告したが、これは同国で繰り返される拷問事件を報告していたアムネスティ・インターナショナルとは対照的であった。

## 人物
- 妻のジュリア・エリザベス・ベイカー（Julia Elizabeth Baker）も空軍軍人で、医療部門の将校である。
- 敬虔な福音主義クリスチャン（エヴァンジェリカル）。
- 趣味はスキューバダイビングとオートバイ。